# Tomislav Ivković
Tomislav Ivković (* 11. August 1960 in Zagreb) ist ein ehemaliger jugoslawischer Fußball-Torwart.
Tomislav Ivković begann seine Karriere bei Dinamo Zagreb und kam über Roter Stern Belgrad im Herbst 1985 zu seinem ersten Auslandsengagement nach Innsbruck. Im Jahre zuvor hatte er noch bei der Europameisterschaft 1984 für Jugoslawien gespielt und erreichte ebenfalls 1984 den Gewinn der Bronzemedaille bei den Olympischen Spielen in Los Angeles mit der jugoslawischen Nationalmannschaft.
Mit dem FC Swarovski Tirol, bei dem er Peter Burgstaller als Stammtorhüter ablöste, konnte Ivković überdies in der Saison 1986/87 mit dem Erreichen des UEFA-Cup-Halbfinales ebenso bald Erfolge feiern. Aufgrund der strengeren Ausländerregelung in der österreichischen Bundesliga trennte man sich nach der Saison 1987/88 allerdings, da die Innsbrucker mit Klaus Lindenberger einen gleichwertigen Ersatz verpflichten konnten. Tomislav Ivković kam nach einem kurzen Gastspiel beim Wiener Sport-Club nach Portugal zu Sporting Lissabon. 1990 nahm er als Höhepunkt seiner Karriere bei der Weltmeisterschaft in Italien teil, wo er das Viertelfinale erreichte.
| Personendaten    | Personendaten                              |
| ---------------- | ------------------------------------------ |
| NAME             | Ivković, Tomislav                          |
| KURZBESCHREIBUNG | jugoslawischer Fußballtorwart und -trainer |
| GEBURTSDATUM     | 11. August 1960                            |
| GEBURTSORT       | Zagreb                                     |